# Proisy
Proisy település Franciaországban, Aisne megyében. Lakosainak száma 275 fő (2022. január 1.). Proisy Chigny, Malzy, Marly-Gomont, Romery és Le Sourd községekkel határos.

## Népesség
A település népességének változása:
| Lakosok száma | 477  | 363  | 309  | 311  | 324  | 297  | 274  | 275  | 272  | 275  |
|               | 1968 | 1982 | 1990 | 2006 | 2013 | 2015 | 2017 | 2019 | 2020 | 2022 |